# Strojnogłowik szarogrzbiety
Strojnogłowik szarogrzbiety (Arremon flavirostris) – gatunek małego ptaka z rodziny pasówek (Passerellidae). Opisany po raz pierwszy w 1838. Występuje na dużych obszarach lasów liścisatych zarówno suchych jak i wilgotnych w środkowej części Ameryki Południowej. Razem ze strojnogłowikiem oliwkowogrzbietym należy do gatunków rodzaju Arremon najbardziej wysuniętych na południe. Jest gatunkiem najmniejszej troski.

## Systematyka
Gatunek ten po raz pierwszy zgodnie z zasadami nazewnictwa binominalnego opisał William Swainson. Opis ukazał się w 1838 roku w 98. tomie The cabinet cyclopedia „Animals in menageries”. Jako miejsce typowe autor wskazał Brazylię; w 1938 roku Hellmayr uściślił, że chodziło o stan Bahia. Obecnie wyróżnia się dwa podgatunki:
- A. f. flavirostris Swainson, 1838 – strojnogłowik szaroszyi[4]
- A. f. polionotus Bonaparte, 1850 – strojnogłowik szarogrzbiety[4][7][8].

Do 2020 roku wyróżniano jeszcze jeden podgatunek strojnogłowika szarogrzbietego – A. f. dorbignii, kiedy to South American Classification Committee przegłosowała wyodrębnienie go do osobnego gatunku strojnogłowika oliwkowogrzbietego Arremon dorbignii.

### Etymologia
- Arremon: gr. αρρημων arrhēmōn, αρρημονος arrhēmonos „cichy, bez mowy”, od negatywnego przedrostka α- a-; ῥημων rhēmōn, ῥημονος rhēmonos „mówca”, od ερω erō „będę mówić”, od λεγω legō „mówić”[10].
- flavirostris: łac. flavus – żółty, złoto-żółty; łac. -rostris -dzioby[11].

## Morfologia
Nieduży ptak ze średniej wielkości, charakterystycznym pomarańczowo-żółtym dziobem z czarną górną częścią szczęki górnej. Tęczówki czarne lub ciemnobrązowe. Nogi od różowych do szarych. Głowa czarna z kończącymi się na szarym karku białymi pasemkami. Głowa kontrastuje z białym gardłem i podgardlem. Poniżej nich czarna półopaska. Występuje niewielki dymorfizm płciowy. Dolna część ciała jasna, u samców biała lub białawoszara, u samic kremowa. Górne części ciała zielone, przechodzące w żółty w okolicach zagięcia skrzydeł. Ogon stosunkowo krótki, zielony. Podgatunek A. f. polionotus ma górne części ciała i skrzydła, szare oprócz zielonych pokryw. Młode osobniki są ciemniej ubarwione. Brak żółtego odcienia na bokach skrzydeł.
Długość ciała z ogonem 15–16,5 cm. Szczegółowe wymiary ciała na podstawie pracy Taxonomic revision of Saffron-billed Sparrow Arremon flavirostris Swainson, 1838 (Aves: Passerellidae) with comments on its holotype and type locality:
- A. f. flavirostris - długość skrzydła: samiec 77,43 mm ± 4,57 (zakres 67,19–81,22 mm, n = 8); samica 73,09 mm ± 2,49 (70,72–75,68 mm, n = 3); długość ogona: samiec 68,10 mm ± 4,15 (60,87–72,68 mm, n = 8); samica 61,37 mm ± 7,55 ( 53,29–68,24 mm, n = 3); długość dzioba: samiec 17,37 mm ± 0,61 (16,27–18,19 mm, n = 8); samica 17,74 mm ± 0,22 (17,61–17,99 mm, n = 3).
- A. f. polionotus - długość skrzydła: samiec 70,95 mm ± 3,79 (64,11–79,70 mm, n = 32); samica 76,22 mm ± 3,81 (67,90–88,15 mm, n = 46), długość ogona: samiec 60,52 mm ± 3,83 (54,22–68,68 mm, n = 32); samica 65,32 mm ± 3,85 (58,07–74,72 mm, n = 46); długość dzioba: samiec 16,72 mm ± 0,81 (15,16–18,68 mm, n = 32); samica 16,87 mm ± 0,86 (14,98–18,97 mm, n = 46)[13][14].

## Zasięg występowania
Strojnogłowik szarogrzbiety jest endemitem Ameryki Południowej, występującym zazwyczaj w przedziale wysokości od poziomu morza do 1400 m n.p.m. (w Boliwii był obserwowany do 2673 m n.p.m.) Jest gatunkiem osiadłym. Jego zasięg występowania według szacunków organizacji BirdLife International obejmuje 2,5 mln km². Poszczególne podgatunki występują:
- A. f. flavirostris – we wschodniej i środkowej Brazylii (od najbardziej na wschód wysuniętych części stanu Mato Grosso do Sul do południowej części stanu Goiás, Bahia, zachodniego Minas Gerais i północnej oraz środkowej części stanu São Paulo).
- A. f. polionotus – we wschodniej Boliwii (wschodnie część departamentu Santa Cruz), w środkowej i południowej Brazylii (środkowa i południowa część Mato Grosso, Mato Grosso do Sul na wschód po zachodnią część stanu Goiás, zachodnie São Paulo oraz północną i zachodnią część stanu Parana), w Paragwaju i północno-wschodniej Argentynie (prowincje Misiones, Corrientes, wschodnia Formosa i wschodnie Chaco)[13].

## Ekologia
Głównym habitatem strojnogłowika szarogrzbietego jest podszyt lasu atlantyckiego, lasów galeriowych i obrzeży wilgotnych lasów równikowych, występuje także w lasach wtórnego wzrostu.
Informacje o diecie tego gatunku są skąpe. Wszystkie dostępne źródła wskazują na to, że zjada on owoce, ziarna i stawonogi. Występuje zazwyczaj pojedynczo lub w parach, ale może też łączyć się w stada z innymi gatunkami. Długość pokolenia jest określana na 3,8 lat.

### Rozmnażanie
Niewiele jest danych o rozmnażaniu tego gatunku, pochodzą one z jednego zbadanego gniazda A. f. polionotus z 1909 roku. Gniazdo było dobrze ukryte w zbutwiałym pniu powalonego drzewa, zbudowane było z liści mimozy i cienkich traw. W lęgu dwa jaja o wymiarach 24 na 17 mm z licznymi czerwonawymi plamkami.

## Status
W Czerwonej księdze gatunków zagrożonych IUCN strojnogłowik szarogrzbiety jest klasyfikowany jako gatunek najmniejszej troski (LC – Least Concern). Liczebność populacji nie została oszacowana, ale ptak ten jest opisywany jako dosyć pospolity. Ze względu na brak dowodów na spadki liczebności bądź istotne zagrożenia dla gatunku, BirdLife International uznaje trend liczebności populacji za stabilny.